# Малибу (ликёр)
«Малибу» — ромосодержащий спиртной напиток, изготавливаемый на Барбадосе с натуральным экстрактом кокосовых пальм. Содержит 21,0 объёмных процентов спирта. Владельцем бренда является Pernod Ricard.

## История
Впервые его стали смешивать и разливать в 1980-х годах. Первоначально продукт производился на Кюрасао из ароматизированных фруктовых спиртов с добавлением рома и экстракта кокосовых пальм. Когда выпускался первый продукт, для упрощения в приготовлении барменами использовался пина колада. Когда популярность продукта увеличилась, производство было перенесено на Ямайку и качество используемых в нём ингредиентов улучшилось. В 2002 году Diageo продала бренд международной компании Allied Domecq примерно за 850 млн долларов США, а позднее он был продан компании Pernod Ricard.

## Основное сырье
Для получения ликёра Малибу барбадосский ром избавляют от излишне резкого запаха и вкуса с помощью мелассы (черной патоки), а затем добавляют экстракт кокосового ореха и сахар.

## Особенности
Вопреки расхожему мнению, что цвет напитка матово-белый, оригинальный кокосовый ликер Малибу имеет совершенно прозрачный цвет, вкус — очень сладкий с выраженными тонами кокоса.

## Разновидности
Оригинальный вариант рома Малибу со вкусом кокоса. На мировом рынке существует множество различных версий рома Malibu, с различными вкусами тропических фруктов, такими как банан, ананас, маракуйя, дыня и манго. Кроме того, есть вкус с мятой, известная как Malibu Fresh, текила, известная как Malibu Red, и версия двойной крепости, известная как Malibu Black, которая представляет собой ликер на основе рома на 35%, который сочетает в себе темный ром и настоящий вкус кокосового ликёра.

## Культура потребления
Ликёр может потребляться в чистом виде или со льдом, но значительно чаще применяется в коктейлях (например, им заменяют кокосовое молоко в Пина коладе).